# كوال (عملة)
كوال (بالإنجليزية: Quahl)، (المعروفة سابقًا باسم Initiative Q) كانت عبارة عن محاولة لإنشاء شبكة دفع جديدة وعملة رقمية، تم إنشاؤها من قبل رجل الأعمال الإسرائيلي سار ويلف، الذي أسس سابقًا شركة فراود ساينس، وهي شركة تأمين مدفوعات استحوذت عليها باي بال، ويدعمه لورانس وايت الخبير الاقتصادي في معهد كاتو، كان الهدف منها هو إنشاء نظام دفع جديد بدلاً من استبدال بطاقات الدفع والأموال الورقية، وإنشاء عملة جديدة (Quahl) وتوزيعها على أي شخص يساعد في تسريع التبني".

## روابط خارجية
- الموقع الرسمي